# Neuroimmunologia
Neuroimmunologia – dziedzina nauki zajmująca się wzajemnymi oddziaływaniami pomiędzy układem nerwowym a układem odpornościowym. 
Neuroimmunolodzy badają między innymi rolę komórek i mediatorów układu odpornościowego (np. limfocytów, cytokin) w patogenezie niektórych chorób neurologicznych takich jak stwardnienie rozsiane czy choroba Alzheimera.